# Loxodontomys
Loxodontomys är ett släkte i familjen hamsterartade gnagare med två arter som förekommer i Sydamerika.

## Taxonomi och utbredning
Arterna är:
- Loxodontomys micropus, södra Chile och sydvästra Argentina.
- Loxodontomys pikumche, centrala Chile.

Loxodontomys micropus listades tidigare till släktet Auliscomys. Under 1980-talet flyttades arten till ett eget släkte och 1998 beskrevs den andra arten, Loxodontomys pikumche. Arterna är troligen närmare släkt med Reithrodon än med Auliscomys.

## Beskrivning
Dessa gnagare når en kroppslängd (huvud och bål) av 110 till 157 mm, en svanslängd av 85 till 121 mm och en vikt mellan 45 och 105 g. Pälsen har på ovansidan en grå- till brunaktig färg och undersidan är ljusare. Även svansen är uppdelad i en mörk ovansida och en ljus undersida. Loxodontomys skiljer sig främst i avvikande detaljer i tändernas konstruktion från närbesläktade gnagare.
Individerna vistas vanlig i den täta växtligheten på marken som kan ligga i skogar eller i öppna landskap. I Anderna når arterna 3000 meter över havet. De är aktiva på natten och vilar i naturliga håligheter eller i självgrävda bon. Födan består av gröna växtdelar, blommor och svampar.
Troligen förekommer mindre flockar. Individer i fångenskap var inte aggressiva mot varandra. Honor föder en till sju (vanligen fyra) ungar per kull.
IUCN listar båda arter som livskraftig (LC).